# Sjukvårdsman

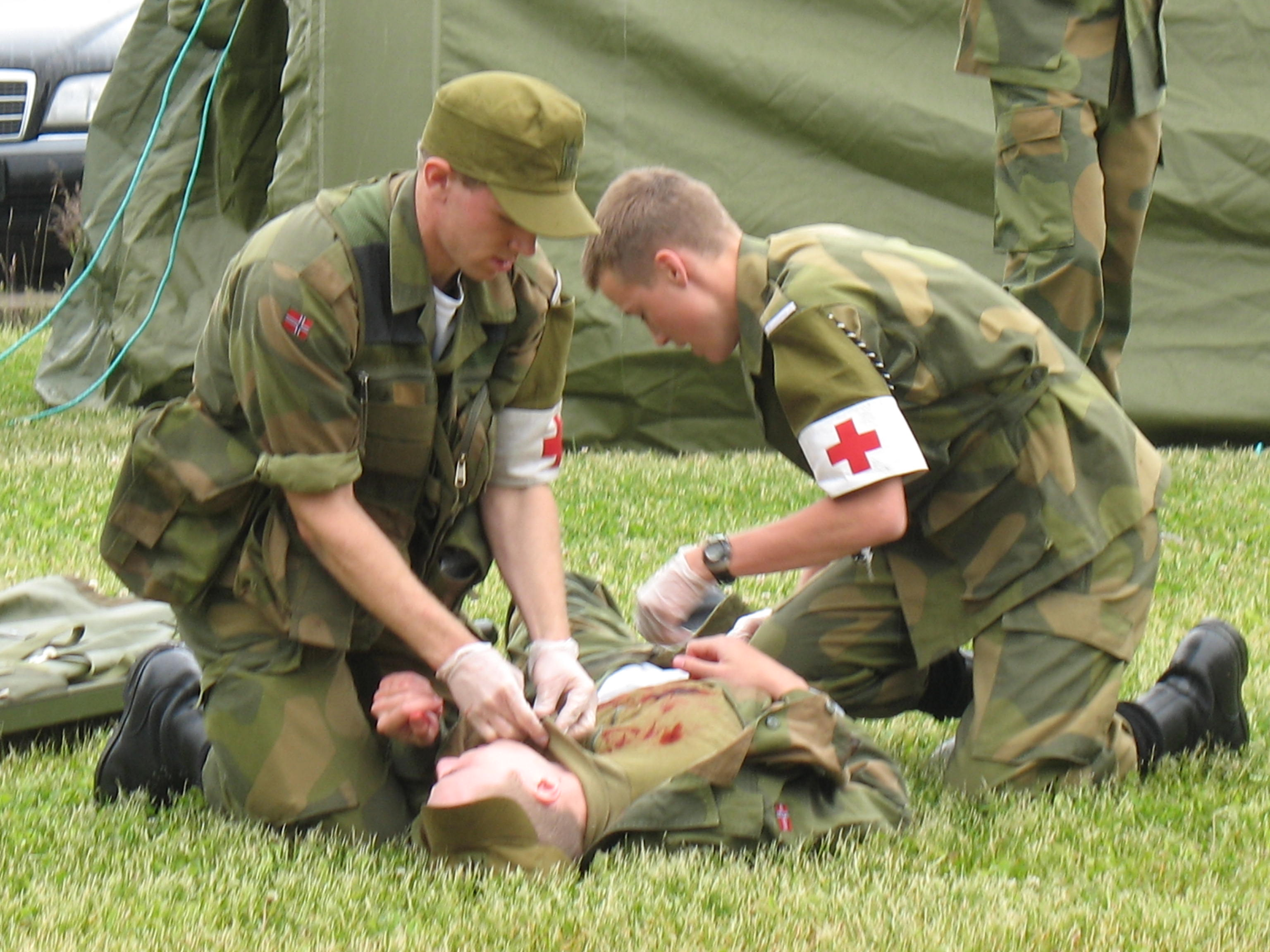
Norska sjukvårdsmän i arbete.

Sjukvårdsman (sjvm) (finlandssvenska:Sanitär) är en soldat med viss sjukvårdsutbildning som är ansvarig för att ge första hjälpen och behandla trauma på slagfältet. De är också ansvariga för att hela tiden ge sjukvård i frånvaro av en utbildad läkare, inklusive vård av sjukdom och behandling av skador som inte erhållits i strid. En sjukvårdsman får och skall beskjuta fienden. Fiendens sjukvårdsmän får och skall beskjutas. 
Sjukvårdsmän (ibland kallade "bårbårare") utses inom sin egen pluton, och bär automatkarbiner (i Sverige AK5), men förfogar även över en enklare sjukvårdsväska. 
En jämförelse med militära sjukvårdare är stor. Sjukvårdarna bär ett tydligt rött kors och får varken skjuta eller beskjutas (de är dock beväpnade med officerspistol eller kpist avsedda för akut självförsvar. Sjukvårdarna har vidare flera månaders specifik sjukvårdsutbildning, och skall vid fronten bara delta passivt. Sjukvårdare blir vicekorpraler efter avslutad värnplikt. Sjukvårdsmän får blott någon dags sjukvårdsutbildning och är och förblir meniga.

## Historik
Under andra världskriget (och innan genomförandet av fjärde Genèvekonventionen gjorde det olagligt), fanns det en norm mellan de allierade och de tyska trupperna att inte avsiktligt beskjuta en sjukvårdare som behandlar en sårad kamrat. Det här var en skarp motsättning till policyn hos de japanska soldaterna, som såg sjukvårdare som primära mål, vilket resulterade i att allierade sjukvårdare ibland avlägsnade sin beteckning.[källa behövs]